# Wilhelm Friedrich Karl von Schwerin

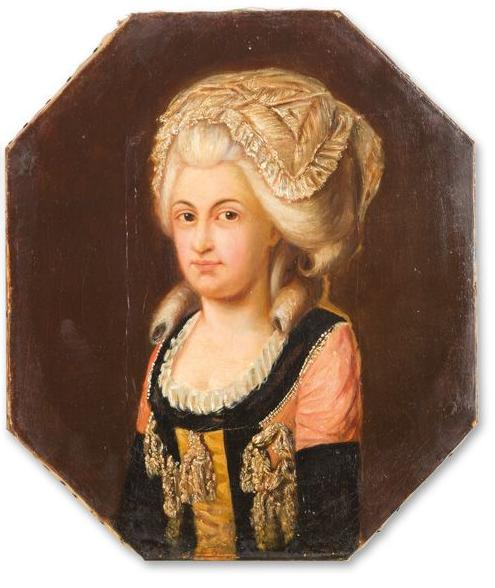
Żona Wilhelmina Rehbinder (1766-1829)

Wilhelm Friedrich Karl  von Schwerin (ur. 23 grudnia 1739, zm. 17 sierpnia 1802) pruski hrabia, wojskowy i dyplomata, potomek znanego rodu szlacheckiego Schwerinów.
Od roku 1753 służył w armii pruskiej. W 1756 był adiutantem gen. Winterfelda. Od roku 1757 adiutant króla Fryderyka II. Ranny w bitwie pod Zorndorf (1758). Po bitwie Rosjanie wzięli go niewoli, z której wyszedł w 1760.
Od 1762 roku był posłem pruskim w Petersburgu, następnie generał-inspektor Prus Zachodnich i gubernator wojskowy Torunia. 
W 1794 naczelny dowódca armii Prus Południowych do 18 kwietnia 1794, następnie urlopowany i zastąpiony przez generała Favrata.
W maju 1795 uwięziony (na rok) z powodu oskarżeń o złe przygotowanie oblężenia Warszawy (18 września-2 listopada 1794 - dowódca na lewym brzegu Wisły).
11 grudnia 1783 poślubił Wilhelminę von Rehbinder (1766-1829). Miał syna  Friedricha (1791–1856), który 14. lutego 1812 poślubił Idę von Baczko (1796–1859), córkę Josepha  von Baczko. Właściciel pałacu w Kadynach.